# TELASA
TELASA（テラサ）は、KDDIとテレビ朝日の合弁で設立されたTELASA株式会社が提供する、定額制動画配信サービス。旧名称はビデオパス。テレビ朝日が独自に運営するテレ朝動画と同類のサービスであるが、提供するコンテンツは異なる。

## 概要
KDDIが設立したauの動画配信サービスEZチャンネルを起源とし、2009年に開局したBeeTVに対抗して、2012年に「ビデオパス」として始まった動画配信サービスである。
スマートフォンやタブレット、パソコン、テレビなどの機器から、映画やドラマ、アニメ、バラエティなどの作品を見ることができる。
レンタル作品は、個別課金（ビデオコイン、au ID利用者はPontaポイントも使用可）で利用できる。課金にはau IDもしくは専用のTELASA ID（主要キャリア3社の通信料金合算決済に対応）でのログインが必要となる。当サービスに加入していないauスマートパスプレミアム（2024年9月まで）→Pontaパス（2024年10月から）ユーザーが同サービスに紐付けられたau IDでログインした場合、動画の左下に「スマプレ」→動画の右上に「Pontaパス」表記のある作品及び番組は無料で視聴できる。

### テレビ朝日との合弁事業化
2019年12月12日、KDDIはテレビ朝日との合弁で動画配信サービスを手掛ける新会社を設立。2020年3月2日に当サービスを新会社に移管させ、KDDIとテレビ朝日の共同で運営していくことを発表した。テレビ朝日は定額型動画配信サービスに本格的に参入することになる。
2020年3月23日、KDDIとテレビ朝日は合弁の新会社名を「TELASA（テラサ）」とし、同年4月7日からビデオパスも名称を「TELASA（テラサ）」にリブランドした上で、サービス開始させることを発表した。
2024年2月24日からはAmazon.co.jpが運営しているAmazon Prime Videoに新チャンネル「TELASA for Prime Video チャンネル」を開設。同社プライム会員であれば、追加料金を支払う形で同チャンネルで配信されているTELASAのドラマ番組を視聴することが出来る。
2025年3月1日からはKDDI傘下のケーブルテレビ局「JCOM」が運営している動画配信サービス「J:COM STREAM」にもTELASAの作品を供給することを発表した。

#### ABEMAとの棲み分け
テレビ朝日は既にサイバーエージェントとの合弁企業であるABEMA（旧称：AbemaTV）においてもテレビ番組や映画の配信を実施していたが、サービス開始時に「AbemaTVとのすみ分けは可能」であるとして引き続き併存の方針を表明。
TELASAとABEMAとの棲み分けの一例として、MBSテレビ（TBS系列）の深夜ドラマや韓国・SBSテレビの音楽番組、タイ・GMMTVのドラマ番組など、テレビ朝日系列以外の放送局で制作されたテレビ番組の独占配信をTELASAにて実施する一方で、ABEMAにて配信されていたテレビ朝日系列以外の放送局が制作したドラマ番組が2020年度への年度替りにかけて無くなり、代わりにドラマchannelで韓国ドラマの配信が始まるなど、両サービスでの棲み分けが徐々に進行している。
なお、テレビ朝日系列で放送している各番組においては、TELASAや番組特化型のSVODサービスを過去放送分も含めた見放題配信として、ABEMAとTVerを1週間見逃し配信として案内している。
2025年3月1日にサービスリニューアルを行い（コンテンツの拡充・強化：月額会費を990円に値上げ)、会員数も当面の目標であった200万会員を突破した。